# سيرجي كريكاليف
سيرجي كانستانتينافيتش كريكاليف (بالروسية: Серге́й Константинович Крикалёв) (و. 1958 – م) هو رائد فضاء، ومهندس من روسيا، والاتحاد السوفيتي. ولد في سانت بطرسبرغ. تولى منصب قائد بعثة محطة الفضاء الدولية، البعثة 11 (17 أبريل 2005–17 أكتوبر 2005).
وهو عضو في الحزب الشيوعي السوفيتي.

## ريادة الفضاء
شارك في المهمات الفضائية:
- Soyuz TM-7
- Soyuz TMA-6
- البعثة 1
- البعثة 11
- STS-102
- Soyuz TM-31
- STS-60
- STS-88
- Soyuz TM-12
- Soyuz TM-13
- Soyuz TM-24

## التعليم
تعلم في Baltic State Technical University

## جوائز
حصل على جوائز منها:
- ضابط وسام جوقة الشرف[1]
- بطل الاتحاد الروسي (وسام)
- Order For Services to the Fatherland 4th degree
- Order of Friendship of Peoples
- Pilot-Cosmonaut of the USSR
- Medal "In Commemoration of the 300th Anniversary of Saint Petersburg"
- ميدالية النجمة البرونزية
- بطل الاتحاد السوفيتي
- وسام لينين
- Medal "For Merit in Space Exploration".

## الجنسية
سيسجل التاريخ أن كريكاليف وزميله ألكسندر فولكوف ألكسندروفيتش هما رائدا الفضاء الوحيدان اللذان غيرا جنسيتهما أثناء الطيران، حيث غادرا في 18 مايو 1991 على متن الرحلة سويوز TM-12 كمواطنين من الاتحاد السوفيتي، ثم عادا للأرض في 25 مارس 1992 كمواطنين روسيين، حيث تم حل الاتحاد السوفيتي أثناء الرحلة.

## روابط خارجية
- سيرجي كريكاليف على موقع IMDb (الإنجليزية)
- سيرجي كريكاليف على موقع الموسوعة البريطانية (الإنجليزية)
- سيرجي كريكاليف على موقع مونزينجر (الألمانية)
- سيرجي كريكاليف على موقع قاعدة بيانات الفيلم (الإنجليزية)